# Lista siturilor arheologice din județul Timiș - B
Lista siturilor arheologice din județul Timiș - B conține toate siturile arheologice din județul Timiș înscrise în Repertoriul Arheologic Național (RAN) și aflate în localități al căror nume începe cu litera B. RAN este administrat de Ministerul Culturii și Patrimoniului Național și cuprinde date științifice, cartografice, topografice, imagini și planuri, precum și orice alte informații privitoare la zonele cu potențial arheologic, studiate sau nu, încă existente sau dispărute.
Puteți căuta un sit din localitățile care încep cu litera B folosind formularul de mai jos sau puteți naviga prin toate siturile din județ la Lista siturilor arheologice din județul Timiș.
| Cod RAN                                 | Denumire | Localitate                                  | Adresă                       | Datare                         | Descoperit | Coordonate                                    | Imagine           | Erori            |
| --------------------------------------- | --- | ------------------------------------------- | ---------------------------- | ------------------------------ | ---------- | --------------------------------------------- | ----------------- | ---------------- |
| 155779.01.01 (Cod LMI: TM-I-s-B-06052)  | Situl arheologic de la Becicherecu Mic - Satul vechi / ansamblu anonim (Categorie: locuire civilă) (Tip: Așezare deschisă)                                | sat Becicherecu Mic, comuna Becicherecu Mic | Satul vechi                  |                                |            | 45°52′26″N 21°01′59″E / 45.87389°N 21.03306°E | Încărcați imagine | Raportați eroare |
| 155779.01.02 (Cod LMI: TM-I-s-B-06052)  | Situl arheologic de la Becicherecu Mic - Satul vechi / ansamblu anonim (Categorie: locuire civilă) (Tip: Așezare deschisă)                                | sat Becicherecu Mic, comuna Becicherecu Mic | Satul vechi                  |                                |            | 45°52′26″N 21°01′59″E / 45.87389°N 21.03306°E | Încărcați imagine | Raportați eroare |
| 155779.01.03 (Cod LMI: TM-I-s-B-06052)  | Situl arheologic de la Becicherecu Mic - Satul vechi / ansamblu anonim (Categorie: locuire civilă) (Tip: Așezare deschisă)                                | sat Becicherecu Mic, comuna Becicherecu Mic | Satul vechi                  | sec. VIII-IX                   |            | 45°52′26″N 21°01′59″E / 45.87389°N 21.03306°E | Încărcați imagine | Raportați eroare |
| 155779.01.04 (Cod LMI: TM-I-s-B-06052)  | Situl arheologic de la Becicherecu Mic - Satul vechi / ansamblu anonim (Categorie: locuire civilă) (Tip: Așezare deschisă)                                | sat Becicherecu Mic, comuna Becicherecu Mic | Satul vechi                  | sec. XII-XIII                  |            | 45°52′26″N 21°01′59″E / 45.87389°N 21.03306°E | Încărcați imagine | Raportați eroare |
| 158207.01.01 (Cod LMI: TM-I-s-B-06053)  | Cetatea medievală de la Bencecu de Jos - Dosul / ansamblu anonim (Categorie: locuire civilă) (Tip: Cetate)                                                | sat Bencecu de Jos, comuna Pișchia          | Dosul                        | sec. XII - XIV                 |            |                                               | Încărcați imagine | Raportați eroare |
| 156785.01.01 (Cod LMI: TM-I-s-B-06054)  | Tell-ul neolitic de la Bucovăț - Gruniul cu cremene / ansamblu anonim (Categorie: locuire civilă) (Tip: Tell)                                             | sat Bucovăț, comuna Dumbrava                | Gruniul cu cremene           | Grupul Bucovăț mil. IV a. Chr. |            | 45°45′21″N 21°23′16″E / 45.75583°N 21.38778°E | Încărcați imagine | Raportați eroare |
| 155733.01.01                            | Fortificație de pământ preistorică de la Beba Veche-"În Șanț" / ansamblu anonim (Categorie: fortificație) (Tip: Fortificație de pământ)                   | sat Beba Veche, comuna Beba Veche           | În Șanț                      |                                |            | 46°06′17″N 20°15′58″E / 46.10472°N 20.26611°E | Încărcați imagine | Raportați eroare |
| 158582.01.01 (Cod LMI: TM-II-m-A-06186) | Situl Bisericii "Sf. Gheorghe" - Bergsău Mare / ansamblu Biserica cu hramul Sf. Gheorghe (Tip: biserică)                                                  | sat Beregsău Mare, comuna Săcălaz           |                              | 1793                           |            |                                               | Încărcați imagine | Raportați eroare |
| 158582.01.01 (Cod LMI: TM-II-m-A-06186) | Situl Bisericii "Sf. Gheorghe" - Bergsău Mare / ansamblu Biserica cu hramul Sf. Gheorghe / complex anonim (Tip: mormânt)                                  | sat Beregsău Mare, comuna Săcălaz           |                              | 1793-1800                      |            |                                               | Încărcați imagine | Raportați eroare |
| 158582.01.01 (Cod LMI: TM-II-m-A-06186) | Situl Bisericii "Sf. Gheorghe" - Bergsău Mare / ansamblu Biserica cu hramul Sf. Gheorghe / complex anonim (Tip: mormânt)                                  | sat Beregsău Mare, comuna Săcălaz           |                              | 1851-1900                      |            |                                               | Încărcați imagine | Raportați eroare |
| 155430.01.01                            | Așezarea daco-romană de sec.IV-V d.Hr.de la Bacova / ansamblu anonim (Categorie: locuire) (Tip: așezare)                                                  | sat Bacova, oraș Buziaș                     |                              |                                |            |                                               | Încărcați imagine | Raportați eroare |
| 155608.01.01                            | Așezarea și necropola de epoca bronzului de la Banloc / ansamblu anonim (Categorie: locuire) (Tip: așezare)                                               | sat Banloc, comuna Banloc                   |                              | Cruceni - Belegis              |            |                                               | Încărcați imagine | Raportați eroare |
| 158412.01.01                            | Așezarea daco-romană de epocă neprecizată de la Bazoșu Nou / ansamblu anonim (Categorie: locuire) (Tip: așezare)                                          | sat Bazoșu Nou, comuna Bucovăț              |                              |                                |            |                                               | Încărcați imagine | Raportați eroare |
| 155733.02.01                            | Necropola de epoca bronzului de la Beba Veche / ansamblu anonim (Categorie: necropolă) (Tip: Necropolă)                                                   | sat Beba Veche, comuna Beba Veche           |                              | Mureș                          |            |                                               | Încărcați imagine | Raportați eroare |
| 155733.03.01                            | Așezarea neolitică de epocă necunoscuta de la Beba Veche-Seliște / ansamblu anonim (Categorie: locuire) (Tip: așezare)                                    | sat Beba Veche, comuna Beba Veche           | Seliște                      | Starčevo-Criș                  |            |                                               | Încărcați imagine | Raportați eroare |
| 155733.03.02                            | Așezarea neolitică de epocă necunoscuta de la Beba Veche-Seliște / ansamblu anonim (Categorie: locuire) (Tip: necropola)                                  | sat Beba Veche, comuna Beba Veche           | Seliște                      | Bodrogkeresztur                |            |                                               | Încărcați imagine | Raportați eroare |
| 155733.04.01                            | Așezarea si necropola de epocă medievala timpurie de la Beba Veche / ansamblu anonim (Categorie: locuire) (Tip: Necropolă)                                | sat Beba Veche, comuna Beba Veche           |                              | sec.VII-IX d.Hr.               |            |                                               | Încărcați imagine | Raportați eroare |
| 155733.04.02                            | Așezarea si necropola de epocă medievala timpurie de la Beba Veche / ansamblu anonim (Categorie: locuire) (Tip: Locuire)                                  | sat Beba Veche, comuna Beba Veche           |                              | sec.VII-IX d.Hr.               |            |                                               | Încărcați imagine | Raportați eroare |
| 155779.02.01                            | Descoperirea funerară de la Becicherecu Mic-Movila Împăratului / ansamblu anonim (Categorie: movilă) (Tip: Movilă)                                        | sat Becicherecu Mic, comuna Becicherecu Mic | Movila Împăratului           |                                |            |                                               | Încărcați imagine | Raportați eroare |
| 156838.01.01                            | Descoperirile funerare de epocă neprecizată de la Begheiu Mic / ansamblu anonim (Categorie: movilă) (Tip: Movilă)                                         | sat Begheiu Mic, oraș Făget                 |                              |                                |            |                                               | Încărcați imagine | Raportați eroare |
| 155779.03.01                            | Așezarea neolitică de la Becicherecu Mic / ansamblu anonim (Categorie: locuire) (Tip: așezare)                                                            | sat Becicherecu Mic, comuna Becicherecu Mic |                              |                                |            |                                               | Încărcați imagine | Raportați eroare |
| 155779.03.02                            | Așezarea neolitică de la Becicherecu Mic / ansamblu anonim (Categorie: locuire) (Tip: așezare)                                                            | sat Becicherecu Mic, comuna Becicherecu Mic |                              |                                |            |                                               | Încărcați imagine | Raportați eroare |
| 156838.02.01                            | Movila 2 de epocă necunoscută de la Begheiu Mic / ansamblu anonim (Categorie: tumul) (Tip: Movilă)                                                        | sat Begheiu Mic, oraș Făget                 |                              |                                |            |                                               | Încărcați imagine | Raportați eroare |
| 156838.03.01                            | Movila 3 de epocă necunoscută de la Begheiu Mic-Valea Pietrei / ansamblu anonim (Categorie: tumul) (Tip: Movilă)                                          | sat Begheiu Mic, oraș Făget                 | Valea Pietrei                |                                |            |                                               | Încărcați imagine | Raportați eroare |
| 156838.04.01                            | Movila 4 de epocă necunoscută de la Begheiu Mic / ansamblu anonim (Categorie: Tumul) (Tip: Movilă)                                                        | sat Begheiu Mic, oraș Făget                 |                              |                                |            |                                               | Încărcați imagine | Raportați eroare |
| 156838.05.01                            | Movilele de epocă necunoscută de la Begheiu Mic / ansamblu anonim (Categorie: tumul) (Tip: Movilă)                                                        | sat Begheiu Mic, oraș Făget                 |                              |                                |            |                                               | Încărcați imagine | Raportați eroare |
| 158582.02.01                            | Movila de epocă necunoscută de la Beregsău Mare-Gomilă / ansamblu anonim (Categorie: tumul) (Tip: Movilă)                                                 | sat Beregsău Mare, comuna Săcălaz           | Gomilă                       |                                |            |                                               | Încărcați imagine | Raportați eroare |
| 158591.01.01                            | Movila de epocă necunoscută de la Beregsău Mic / ansamblu anonim (Categorie: tumul) (Tip: Movilă)                                                         | sat Beregsău Mic, comuna Săcălaz            |                              |                                |            |                                               | Încărcați imagine | Raportați eroare |
| 158591.01.02                            | Movila de epocă necunoscută de la Beregsău Mic / ansamblu Gomila Mare (Categorie: tumul) (Tip: Movilă)                                                    | sat Beregsău Mic, comuna Săcălaz            |                              |                                |            |                                               | Încărcați imagine | Raportați eroare |
| 155920.01.01                            | Așezarea neolitică de la Biled / ansamblu anonim (Categorie: locuire) (Tip: așezare)                                                                      | sat Biled, comuna Biled                     |                              | Vinča - A                      |            |                                               | Încărcați imagine | Raportați eroare |
| 155920.01.02                            | Așezarea neolitică de la Biled / ansamblu anonim (Categorie: locuire) (Tip: Movilă)                                                                       | sat Biled, comuna Biled                     |                              |                                |            |                                               | Încărcați imagine | Raportați eroare |
| 155920.02.01                            | Movila de epocă medievală de la Biled-Kalvarienberg / ansamblu anonim (Categorie: structură de cult/religioasă) (Tip: Movilă)                             | sat Biled, comuna Biled                     | Kalvarienberg                |                                |            |                                               | Încărcați imagine | Raportați eroare |
| 155920.03.01                            | Situl arheologic I de la Biled / ansamblu anonim (Categorie: locuire) (Tip: așezare)                                                                      | sat Biled, comuna Biled                     |                              | sec.II d.Hr.                   |            |                                               | Încărcați imagine | Raportați eroare |
| 155920.03.02                            | Situl arheologic I de la Biled / ansamblu anonim (Categorie: locuire) (Tip: așezare)                                                                      | sat Biled, comuna Biled                     |                              |                                |            |                                               | Încărcați imagine | Raportați eroare |
| 155920.04.01                            | Situl arheologic II de la Biled / ansamblu anonim (Categorie: locuire) (Tip: așezare)                                                                     | sat Biled, comuna Biled                     |                              |                                |            |                                               | Încărcați imagine | Raportați eroare |
| 155920.04.02                            | Situl arheologic II de la Biled / ansamblu anonim (Categorie: locuire) (Tip: așezare)                                                                     | sat Biled, comuna Biled                     |                              |                                |            |                                               | Încărcați imagine | Raportați eroare |
| 155920.05.01                            | Situl arheologic III de la Biled / ansamblu anonim (Categorie: locuire) (Tip: Așezare)                                                                    | sat Biled, comuna Biled                     |                              |                                |            |                                               | Încărcați imagine | Raportați eroare |
| 155920.05.02                            | Situl arheologic III de la Biled / ansamblu anonim (Categorie: locuire) (Tip: așezare)                                                                    | sat Biled, comuna Biled                     |                              |                                |            |                                               | Încărcați imagine | Raportați eroare |
| 155920.06.01                            | Așezarea de epocă necunoscută de la Biled / ansamblu anonim (Categorie: locuire) (Tip: așezare)                                                           | sat Biled, comuna Biled                     |                              |                                |            |                                               | Încărcați imagine | Raportați eroare |
| 155412.03.01                            | Fortificația de epocă daco-romană de la Buziș-Valea Salcei / ansamblu anonim(Bisericuță) (Categorie: fortificație) (Tip: Fortificație)                    | oraș Buziaș                                 | Valea Salcei                 | sec.III-IV d.Hr.               |            |                                               | Încărcați imagine | Raportați eroare |
| 155920.07.01                            | Situl arheologic IV de la Biled / ansamblu anonim (Categorie: locuire) (Tip: așezare)                                                                     | sat Biled, comuna Biled                     |                              | sec.III-IV d.Hr.               |            |                                               | Încărcați imagine | Raportați eroare |
| 155920.07.02                            | Situl arheologic IV de la Biled / ansamblu anonim (Categorie: locuire) (Tip: așezare)                                                                     | sat Biled, comuna Biled                     |                              | sec.X-XII d.Chr.               |            |                                               | Încărcați imagine | Raportați eroare |
| 155920.08.01                            | Situl arheologic V de la Biled / ansamblu anonim (Categorie: locuire) (Tip: așezare)                                                                      | sat Biled, comuna Biled                     |                              |                                |            |                                               | Încărcați imagine | Raportați eroare |
| 155920.08.02                            | Situl arheologic V de la Biled / ansamblu anonim (Categorie: locuire) (Tip: așezare)                                                                      | sat Biled, comuna Biled                     |                              | sec.III-IV d.Hr.               |            |                                               | Încărcați imagine | Raportați eroare |
| 155920.08.03                            | Situl arheologic V de la Biled / ansamblu anonim (Categorie: locuire) (Tip: așezare)                                                                      | sat Biled, comuna Biled                     |                              | sec.X-XII d.Chr.               |            |                                               | Încărcați imagine | Raportați eroare |
| 155920.09.01                            | Așezarea I de epocă daco-romană de la Biled / ansamblu anonim (Categorie: locuire) (Tip: așezare)                                                         | sat Biled, comuna Biled                     |                              |                                |            |                                               | Încărcați imagine | Raportați eroare |
| 155920.10.01                            | Așezarea II de epocă daco-romană de la Biled / ansamblu anonim (Categorie: locuire) (Tip: așezare)                                                        | sat Biled, comuna Biled                     |                              |                                |            |                                               | Încărcați imagine | Raportați eroare |
| 155920.11.01                            | Așezarea III de epocă daco-romană de la Biled / ansamblu anonim (Categorie: locuire) (Tip: așezare)                                                       | sat Biled, comuna Biled                     |                              |                                |            |                                               | Încărcați imagine | Raportați eroare |
| 155920.12.01                            | Așezarea IV de epocă daco-romană de la Biled / ansamblu anonim (Categorie: locuire) (Tip: așezare)                                                        | sat Biled, comuna Biled                     |                              |                                |            |                                               | Încărcați imagine | Raportați eroare |
| 155920.13.01                            | Așezarea V de epocă daco-romană de la Biled / ansamblu anonim (Categorie: locuire) (Tip: așezare)                                                         | sat Biled, comuna Biled                     |                              |                                |            |                                               | Încărcați imagine | Raportați eroare |
| 155920.14.01                            | Așezarea VI de epocă daco-romană de la Biled / ansamblu anonim (Categorie: locuire)                                                                       | sat Biled, comuna Biled                     |                              |                                |            |                                               | Încărcați imagine | Raportați eroare |
| 155920.15.01                            | Așezarea VII de epocă daco-romană de la Biled / ansamblu anonim (Categorie: locuire) (Tip: așezare)                                                       | sat Biled, comuna Biled                     |                              |                                |            |                                               | Încărcați imagine | Raportați eroare |
| 155920.16.01                            | Așezarea VII de epocă daco-romană de la Biled / ansamblu anonim (Categorie: locuire) (Tip: așezare)                                                       | sat Biled, comuna Biled                     |                              |                                |            |                                               | Încărcați imagine | Raportați eroare |
| 155920.17.01                            | Movila I de epocă necunoscută de la Biled / ansamblu anonim (Categorie: tumul) (Tip: Movilă)                                                              | sat Biled, comuna Biled                     |                              |                                |            |                                               | Încărcați imagine | Raportați eroare |
| 155920.18.01                            | Movila II de epocă necunoscută de la Biled / ansamblu anonim (Categorie: tumul) (Tip: Movilă)                                                             | sat Biled, comuna Biled                     |                              |                                |            |                                               | Încărcați imagine | Raportați eroare |
| 155412.02.01                            | Așezarea de epoca bronzului de la Buziaș-Pârpora / ansamblu anonim(Dealul Silagiului) (Categorie: locuire) (Tip: așezare)                                 | oraș Buziaș                                 | Pârpora                      | Coțofeni 2000-800 î.Hr.        |            |                                               | Încărcați imagine | Raportați eroare |
| 155920.19.01                            | Movila III de epocă necunoscută de la Biled / ansamblu anonim (Categorie: tumul) (Tip: Movilă)                                                            | sat Biled, comuna Biled                     |                              |                                |            |                                               | Încărcați imagine | Raportați eroare |
| 155920.20.01                            | Movila IV de epocă necunoscută de la Biled-Apa Mare / ansamblu anonim (Categorie: tumul) (Tip: Movilă)                                                    | sat Biled, comuna Biled                     | Apa Mare                     |                                |            |                                               | Încărcați imagine | Raportați eroare |
| 157111.01.01                            | Movila de epocă necunoscută de la Birda / ansamblu anonim (Categorie: tumul) (Tip: Movilă)                                                                | sat Birda, comuna Birda                     |                              |                                |            |                                               | Încărcați imagine | Raportați eroare |
| 157941.01 157941.01.01                  | Movila de epocă necunoscută de la Blajova / ansamblu anonim (Categorie: tumul) (Tip: Movilă)                                                              | sat Blajova, comuna Nițchidorf              |                              |                                |            |                                               | Încărcați imagine | Raportați eroare |
| 156295.01.01                            | Situl arheologic de la Bobda / ansamblu anonim (Categorie: descoperire funerară) (Tip: Necropolă)                                                         | sat Bobda, comuna Cenei                     |                              |                                |            |                                               | Încărcați imagine | Raportați eroare |
| 156295.01.02                            | Situl arheologic de la Bobda / ansamblu anonim (Categorie: descoperire funerară) (Tip: Necropolă)                                                         | sat Bobda, comuna Cenei                     |                              |                                |            |                                               | Încărcați imagine | Raportați eroare |
| 156295.02.01                            | Movila de epocă necunoscută de la Bobda-Gomila din Via Spăii / ansamblu anonim (Categorie: tumul) (Tip: Movilă)                                           | sat Bobda, comuna Cenei                     | Gomila din Via Spăii         |                                |            |                                               | Încărcați imagine | Raportați eroare |
| 156295.03.01                            | Movila de epocă necunoscută de la Bobda-Gomila de lângă Sat / ansamblu anonim(Gomila lui Bagi) (Categorie: tumul) (Tip: Movilă)                           | sat Bobda, comuna Cenei                     | Gomila de lângă Sat          |                                |            |                                               | Încărcați imagine | Raportați eroare |
| 155564.01.01                            | Movilele I,II si III de epocă necunoscută de la Bodo-Movila lui Cardoș / ansamblu anonim (Categorie: descoperire funerară) (Tip: Movilă)                  | sat Bodo, comuna Balinț                     | Movila lui Cardoș            | Coțofeni                       |            |                                               | Încărcați imagine | Raportați eroare |
| 155564.01.02                            | Movilele I,II si III de epocă necunoscută de la Bodo-Movila lui Cardoș / ansamblu anonim (Categorie: descoperire funerară) (Tip: Movilă)                  | sat Bodo, comuna Balinț                     | Movila lui Cardoș            |                                |            |                                               | Încărcați imagine | Raportați eroare |
| 155564.01.03                            | Movilele I,II si III de epocă necunoscută de la Bodo-Movila lui Cardoș / ansamblu anonim (Categorie: descoperire funerară) (Tip: Movilă)                  | sat Bodo, comuna Balinț                     | Movila lui Cardoș            |                                |            |                                               | Încărcați imagine | Raportați eroare |
| 155564.02.01                            | Așezarea de epoca bronzului timpuriu de la Bodo-Sub Deal / ansamblu anonim (Categorie: locuire) (Tip: Așezare)                                            | sat Bodo, comuna Balinț                     | Sub Deal                     | Coțofeni                       |            |                                               | Încărcați imagine | Raportați eroare |
| 155564.03.01                            | Așezarea de epoca bronzului de la Bodo / ansamblu anonim (Categorie: locuire) (Tip: așezare)                                                              | sat Bodo, comuna Balinț                     |                              |                                |            |                                               | Încărcați imagine | Raportați eroare |
| 156115.01.01                            | Situl arheologic de epocă neolitică de la Boldur-La Gomilă / ansamblu anonim (Categorie: movilă) (Tip: Movilă)                                            | sat Boldur, comuna Boldur                   | La Gomilă                    | Vinča mil.VI-V î.Hr.           |            |                                               | Încărcați imagine | Raportați eroare |
| 156160.01.01                            | Așezarea dacică de la Brestovăț-Dâmb / ansamblu anonim (Categorie: locuire) (Tip: așezare)                                                                | sat Brestovăț, comuna Brestovăț             | Dâmb                         |                                |            |                                               | Încărcați imagine | Raportați eroare |
| 156785.02.01                            | Situl arheologic I de la Bucovăț / ansamblu anonim (Categorie: tumul) (Tip: Movilă)                                                                       | sat Bucovăț, comuna Dumbrava                |                              |                                |            |                                               | Încărcați imagine | Raportați eroare |
| 156785.03.01                            | Situl arheologic II de la Bucovăț / ansamblu anonim (Categorie: tumul) (Tip: Movilă)                                                                      | sat Bucovăț, comuna Dumbrava                |                              |                                |            |                                               | Încărcați imagine | Raportați eroare |
| 156785.04.01                            | Situl arheologic III de la Bucovăț / ansamblu anonim (Categorie: tumul) (Tip: Movilă)                                                                     | sat Bucovăț, comuna Dumbrava                |                              |                                |            |                                               | Încărcați imagine | Raportați eroare |
| 158421.01.01                            | Situl arheologic de la Bucovăț-Cremeniș / ansamblu anonim (Categorie: locuire) (Tip: Tell)                                                                | sat Bucovăț, comuna Bucovăț                 | Cremeniș                     |                                |            |                                               | Încărcați imagine | Raportați eroare |
| 157479.01.01                            | Movila de epocă necunoscută de la Bulgăruș / ansamblu anonim (Categorie: tumul) (Tip: Movilă)                                                             | sat Bulgăruș, comuna Lenauheim              |                              |                                |            |                                               | Încărcați imagine | Raportați eroare |
| 157610.01.01                            | Movila de epocă neprecizată de la Bulza - Dâmbul Gomila / ansamblu anonim (Categorie: limită de hotar) (Tip: Movilă)                                      | sat Bulza, comuna Margina                   | Dâmbul Gomila                |                                |            |                                               | Încărcați imagine | Raportați eroare |
| 157120.01.01                            | Movila de epoca bronzului de la Butin / ansamblu anonim (Categorie: tell) (Tip: Tell)                                                                     | sat Butin, oraș Gătaia                      |                              | 2000-800 î.Hr.                 |            |                                               | Încărcați imagine | Raportați eroare |
| 156062.01.01                            | Movila de epocă neprecizată de la Buzad-Trei Gomili / ansamblu anonim (Categorie: movilă de hotar) (Tip: movilă de hotar)                                 | sat Buzad, comuna Bogda                     | Trei Gomili                  |                                |            |                                               | Încărcați imagine | Raportați eroare |
| 155412.01.01                            | Așezarea neolitică de la Buziaș-Valea Secerii / ansamblu anonim (Categorie: locuire) (Tip: așezare)                                                       | oraș Buziaș                                 | Valea Secerii                | Starcevo - Criș - a II-a       |            |                                               | Încărcați imagine | Raportați eroare |
| 157610.01.01 (Cod LMI: TM-II-m-B-06190) | Situl arheologic Biserica "Sf. Ioan Teologul" din Bulza / ansamblu Biserica "Sf. Ioan Teologul" (Categorie: structură de cult/religioasă) (Tip: Biserică) | sat Bulza, comuna Margina                   | Biserica "Sf. Ioan Teologul" |                                |            |                                               | Încărcați imagine | Raportați eroare |